# Barragem de Camará
A Barragem de Camará, inaugurada em 2002, foi construída em concreto rolado no leito do rio Riachão (afluente do Rio Mamanguape), o Riachão serve de divisa entre os municípios de Alagoa Nova e Areia - PB. Camará está inserida no vale do rio, balizada pelos sítios Bálsamo, Engenho São Luíz e Sítio Pedra D'água.
Na noite de 17 de junho de 2004 a barragem rompeu por falta de manutenção, atingindo parte dos territórios e moradores dos municípios de Alagoa Nova, Areia e os sítios urbanos das cidades de Alagoa Grande e Mulungu, onde o desastre assumiu maior dimensão.
Em 2012 as obras de reconstrução da Barragem de Camará foram, sob a responsabilidade do Governo do Estado da Paraíba, no segundo mandato do Governador Ricardo Coutinho efetuadas.
O governador Ricardo Coutinho inaugurou a obra da Barragem Nova Camará, em Alagoa Nova, na segunda feira dia 26 de setembro de 2016 beneficiando aproximadamente 225 mil habitantes de mais de 20 municípios paraibanos, que sofreram com o rompimento da antiga barragem em 2004, quando mais de 800 famílias ficaram desabrigadas, quatro pessoas mortas e cidades destruídas.